# Conure magellanique
Enicognathus ferrugineus
Espèce
Statut de conservation UICN

 LC  : Préoccupation mineure
Statut CITES
La Conure magellanique (Enicognathus ferrugineus) est une espèce d'oiseaux de la famille des Psittacidae.

## Description
Cet oiseau mesure environ 33 cm. Il ressemble à la Conure à long bec mais s'en distingue par l'absence de rouge sur le front, des écailles plus sombres et plus étendues au niveau des plumes vertes de la calotte et du dos et surtout par un bec de forme classique pour la famille des Psittacidae.

## Sous-espèces
La Conure magellanique est représentée par deux sous-espèces :
- ferrugineus ;
- minor de taille plus modeste comme son nom l'indique.

## Répartition
Cette conure vit au Chili et en Argentine (jusqu'à la Terre de Feu et les Iles Malouines).